# Postabank
A Postabank és Takarékpénztár Rt., vagy rövidebb és ismertebb nevén Postabank egy magyarországi kereskedelmi bank volt, ami 1988-ban alakult és 2004-ben szűnt meg. Az Erste Bank 2003 végén vásárolta meg az államtól 400 millió euróért és 2004-ben olvasztotta magába.

## Története
Magyarországon 1987. január 1-jén vezették be a kétszintű bankrendszert, amivel újra megnyílt az út a kereskedelmi bankok létrehozása előtt.
A Postabank 1988. június 28-án alakult. Az állam a részvények 22%-át, a Magyar Posta 28%-át birtokolta ekkor; a többi magyar közép és kisbefektetők kezében volt. 1990-ben elsőként a kereskedelmi bankok közül részben külföldi kézbe került, amikor két osztrák bank összesen 16%-nyi részvényt vásárolt fel. A Postabank meghatározott feltételekkel ugyan, de a kezdetektől gyűjthetett lakossági betéteket szemben a többi kereskedelmi bankkal, akiknek csak 1989. január 1-jén engedélyezték ezt a tevékenységet (addig csak a takarékpénztárak gyűjthettek lakossági betéteket).
Princz Gábor a bank alakulásától egészen 1998-ig volt az elnök-vezérigazgató. Ez alatt az idő alatt gyakorlatilag a teljes politikai elittel jó kapcsolatokat épített ki. Számos ismert közéleti személyiségnek nyújtott a piacinál jelentősen kedvezőbb kamatú kölcsönöket, illetve betétjeikre is a piacinál jelentősen magasabb kamatot fizetett. Ezekről nem készült szabályos nyilvántartás, többségükről vélhetően személyesen Princz döntött. Az ő vezetése alatt a bank mintegy 647 millió forintnyi „VIP hitelt” helyezett ki, illetve összesen 1,2 milliárd forintnyi „VIP betétet” kezelt. Perczel Tamás pszichológus szerint Princz üzleti ellenlábasa Fenyő János médiavállalkozó konkrét adatokkal bírt afelől, hogy a Postabank a pénzügyi mérlegeit meghamisítja.
1997. február 28-án vélhetően az ÁB-Aegon egyik egri tisztségviselője terjesztette el azt a rémhírt egy körlevélben, miszerint a Postabank hamarosan bedől. A rémhír nyomán kialakult helyi bankpánik pillanatok alatt országossá vált. A betétesek megrohamozták a bankot és két hónap alatt a bank forrásainak egyhatodát, mintegy 25 milliárd (más források szerint 40 milliárd) forint közötti összeget vettek ki. A Postabanknak állami segítséget kellett kérnie, hogy konszolidálja a helyzetét. Ennek során pattant ki a „Postabank-ügy”, derült fény arra, hogy a bank és vezetése gyakorlatilag mindenkit félrevezetett, könyvelését is hanyagul vezette, számos törvényi kötelezettséget és előírást elmulasztott teljesíteni. A prosperáló bank látszata mögött valójában mintegy 150 milliárdos veszteség állt; a magyar állam ennyi pénzből konszolidálta a Postabankot, ami így teljesen állami tulajdonba került.
Az ügy egyik mellékszálaként a világ egyik legnagyobbjának számító Arthur Andersen könyvvizsgáló cég magyarországi leányvállalata összeomlott, ügyfelei rövid idő alatt mind elhagyták, újakat pedig gyakorlatilag képtelenek voltak szerezni, miután a magyar állam beperelte a teljes veszteség megtérítésére. Az 1997-ben megindított per még 2011-ben is tartott (2010-ben a kártérítési követelést 52 milliárd forintra csökkentették, mivel a többi később nagyrészt megtérült). Az Arthur Andersen 2001-ben az Enron-ügy miatt globális szinten is csődbe ment, így a követelés behajtására esély sincs. A per 2011-ben még folyamatban volt.
Princz 1999-ben hagyta ott a bankot, amikor az ügyészség 36,1 milliárd forintos értékben elkövetett hűtlen kezelés miatt emelt vádat ellene. A Világgazdaság című lap az ügy kipattanása után, 1999-ben leközölte a teljes VIP listát pontos összegekkel és kamatokkal. Princzet végül a Legfelsőbb Bíróság 2009. február 11-én jogerősen 3,6 millió forint pénzbüntetésre ítélte, amivel le is zárult az ellene ebben az ügyben indított per.
2003 végén az Erste Bank magyarországi leánybankja nyerte el a Postabank privatizálására kiírt tendert és vehette meg a magyar állam tulajdonában álló 99,97%-nyi részvényt. A Cégbíróság 2004. augusztus 31-én jegyezte be az Erste Bank Hungary Rt. és a Postabank és Takarékpénztár Rt. egyesülését. A Postabank részéről a bankot 2002-től megszűnéséig elnöklő Király Júlia vezette le az egyesülést.

## Képek

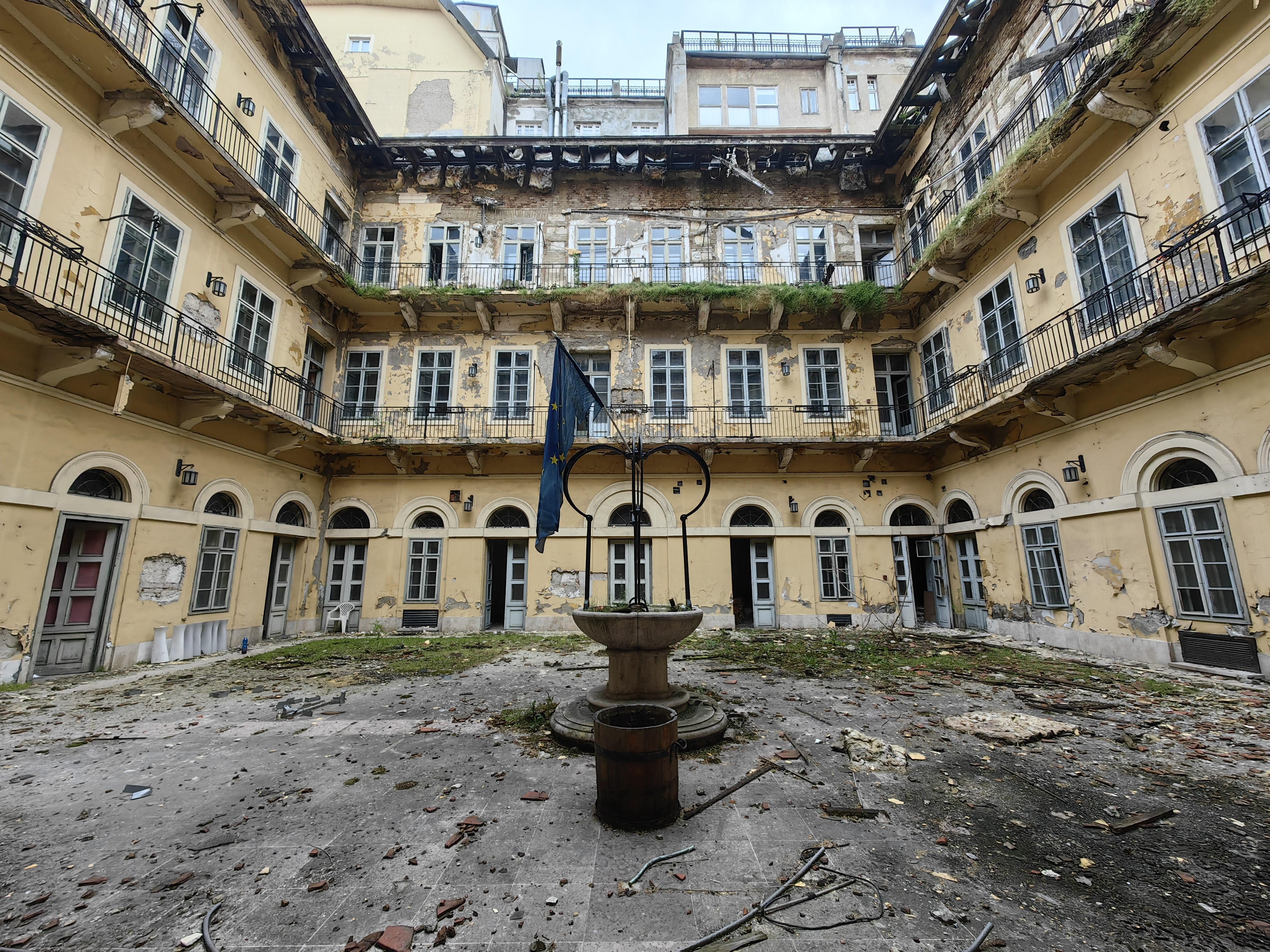
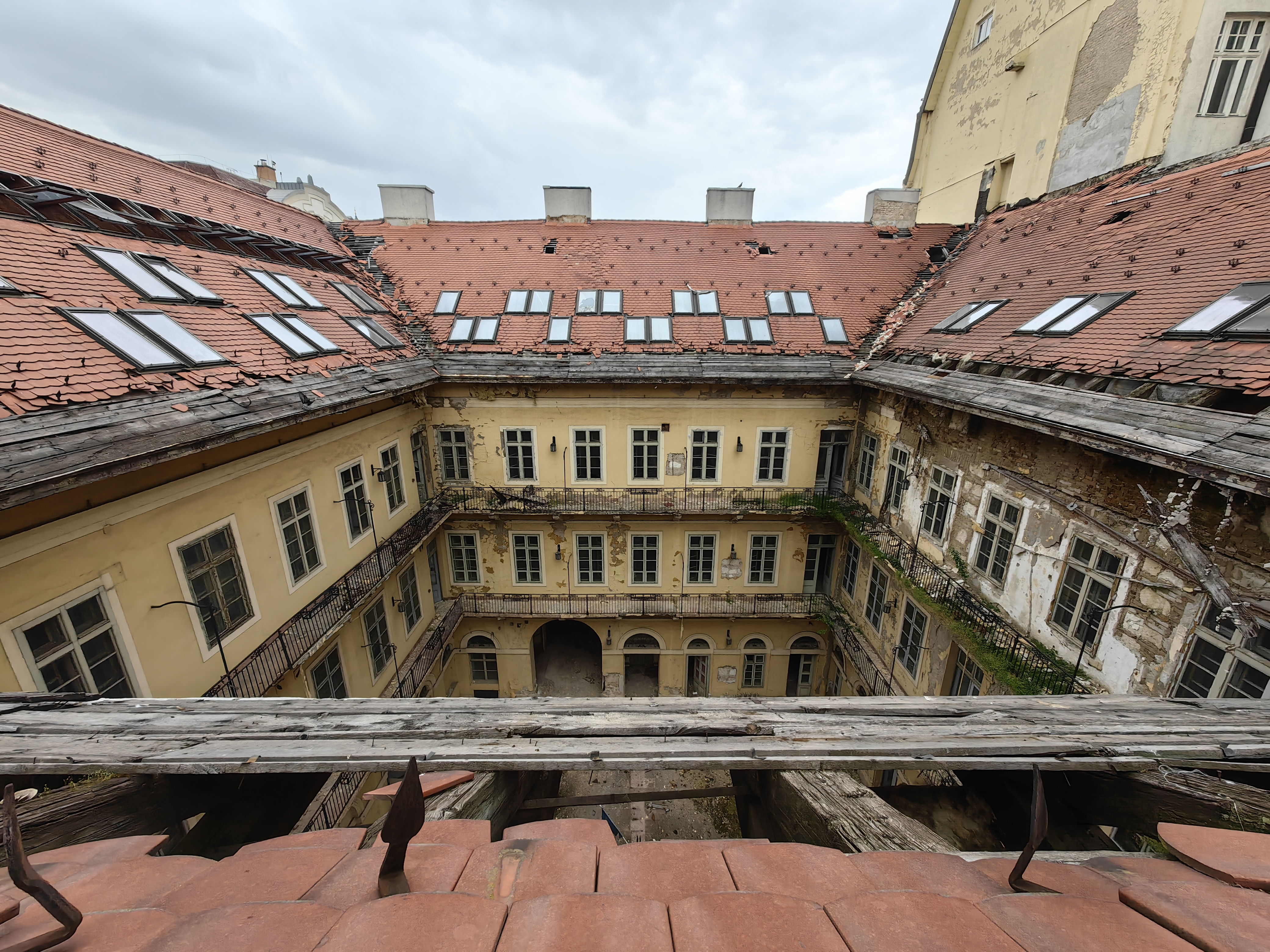
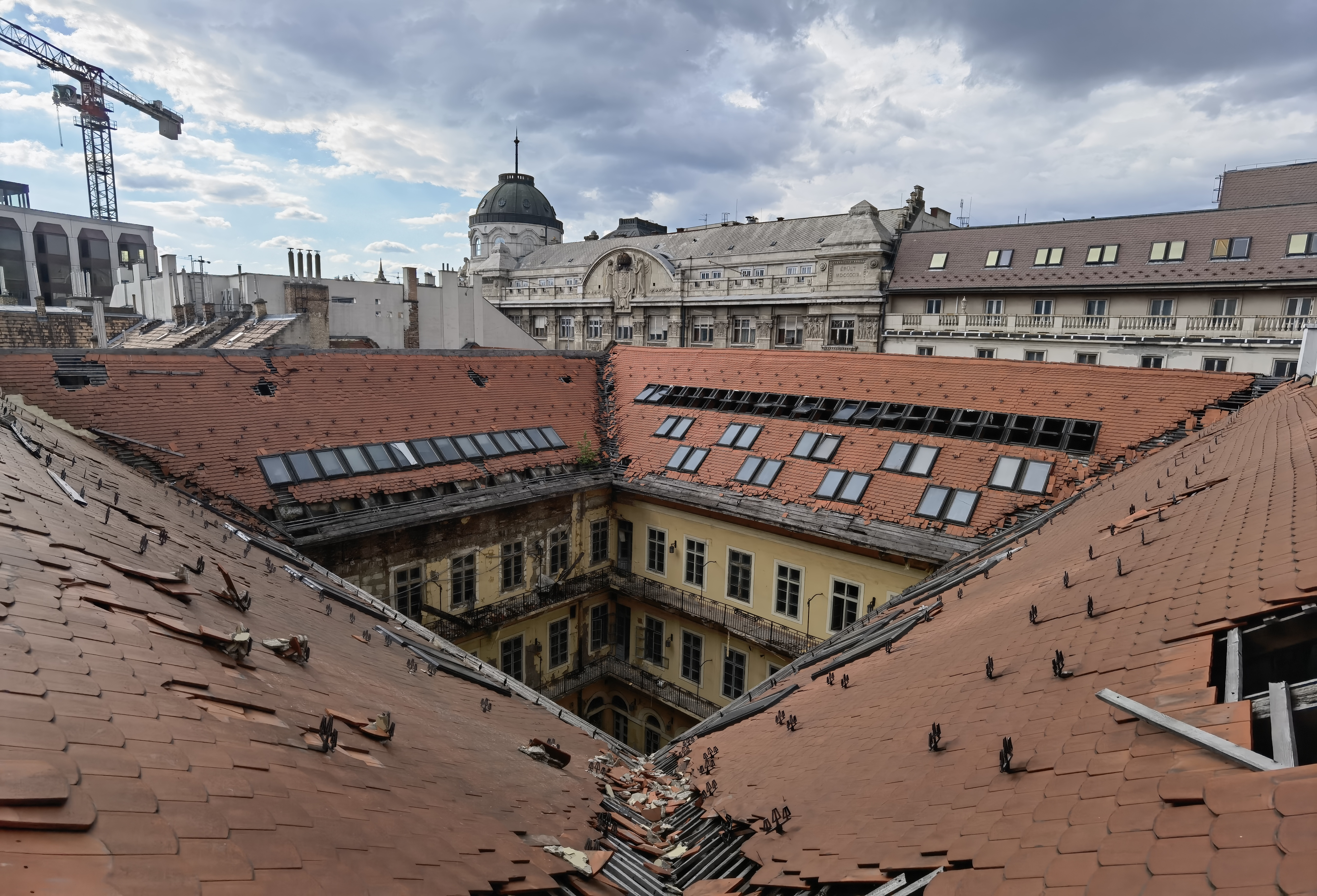
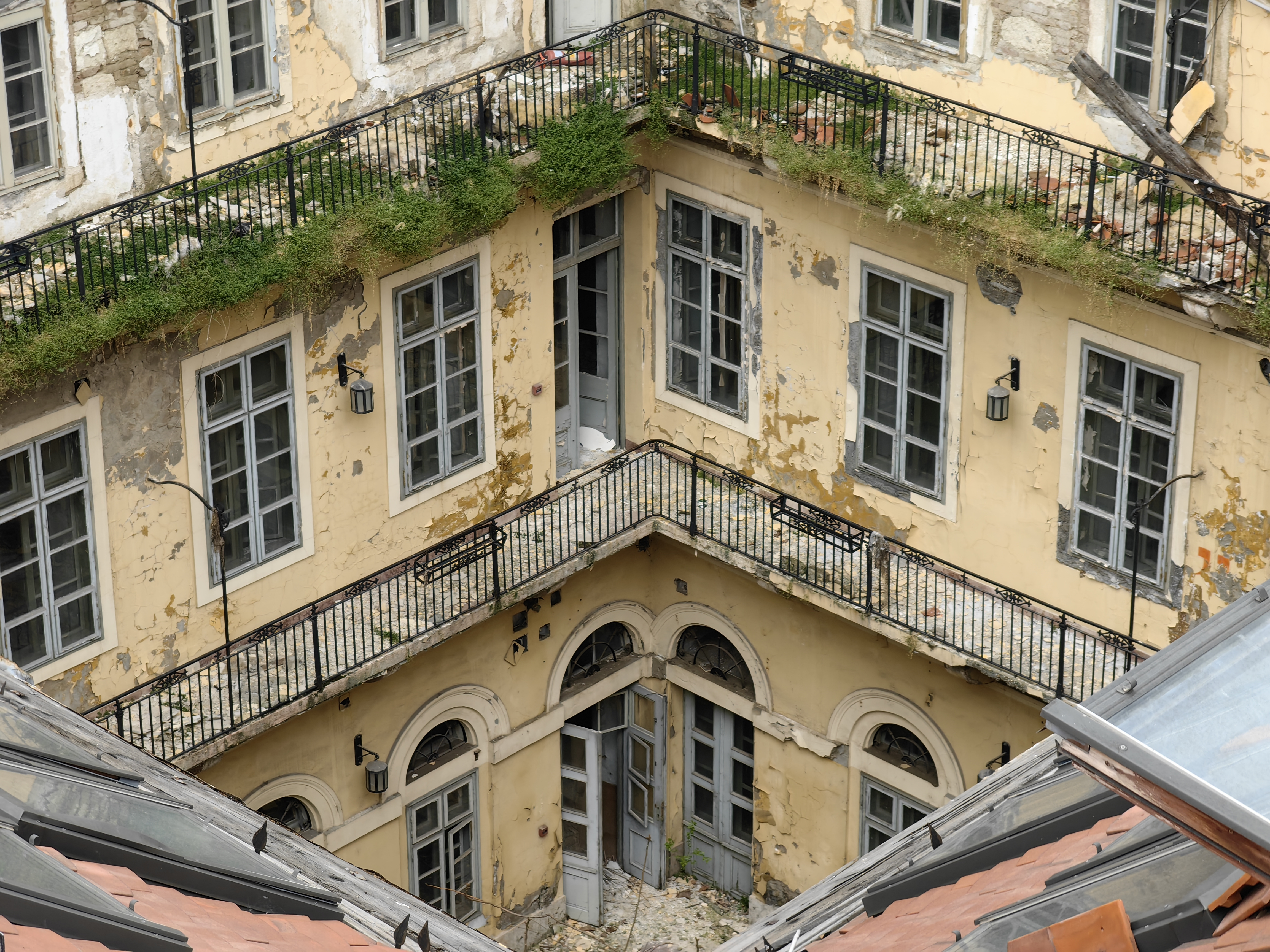
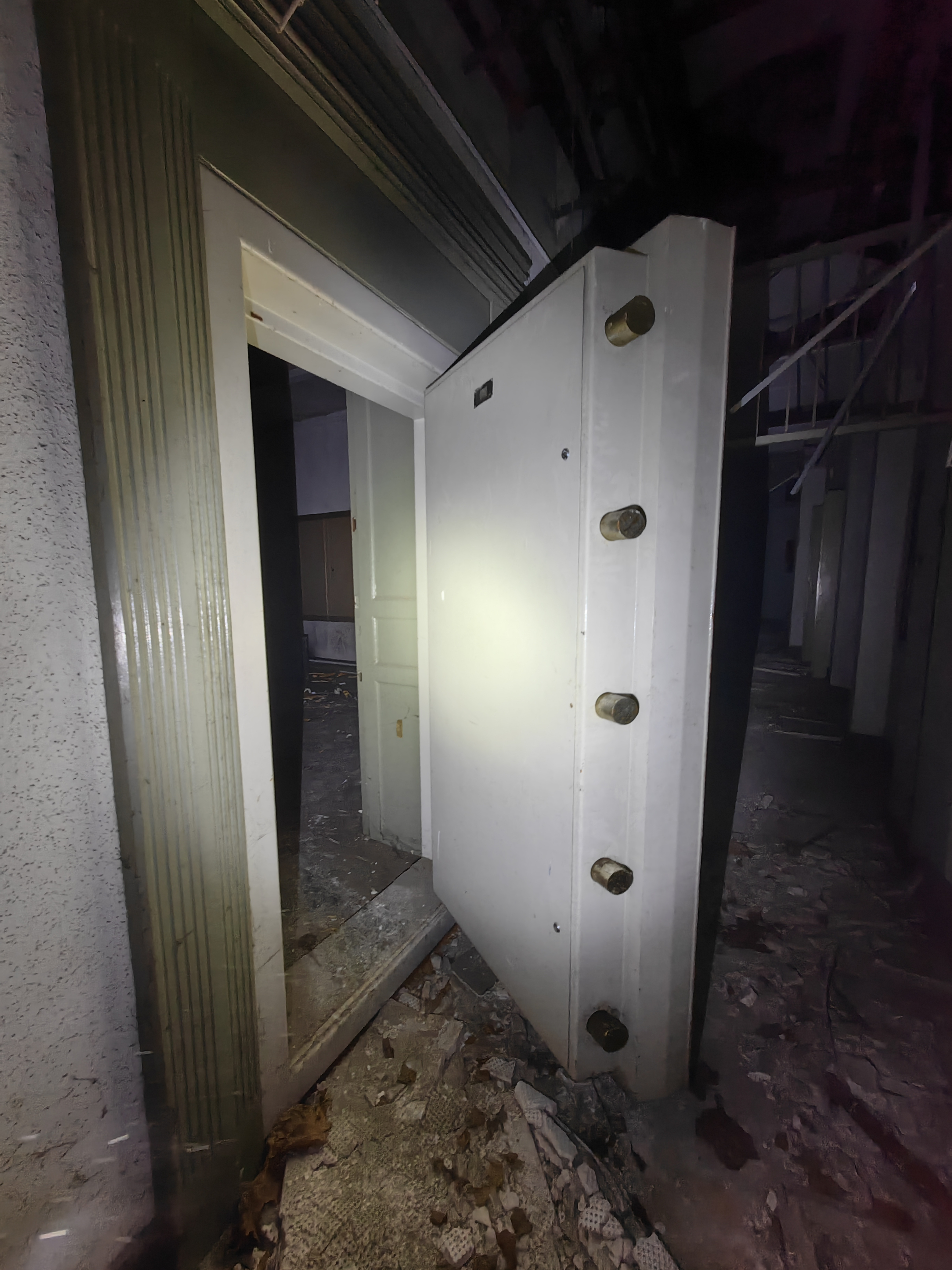